# Február 10.
Február 10. az év 41. napja a Gergely-naptár szerint. Az évből még 324 (szökőévekben 325) nap van hátra.
Névnapok: Elvira + Ella, Elli, Harim, Harlám, Pál, Palmer, Pável, Pósa, Skolasztika, Viliam, Vilmos

## Események

### Politikai események
- 1414 – I. (Antequerai) Ferdinándot a feleségével, Kasztíliai Eleonóra alburquerquei grófnővel együtt Zaragozában Aragónia királyává és királynéjává koronázzák. (Ez az utolsó aragóniai királykoronázás, utódai ezután az egyházi beiktatásuk során már csak esküt tesznek.)
- 1550 – Angoulême-i Margit navarrai királyné temetése a Lescari Székesegyházban, Pau mellett
- 1567 – Merénylet áldozata lesz Stuart Henrik címzetes skót király, I. (Stuart) Mária skót királynő második férje, akinek az Edinburgh melletti házát az összeesküvők felrobbantják. A királyt menekülés közben megfojtják. A merénylet legfőbb vezetőjének James Hepburnt, Bothwell grófját tekintik, akihez az özvegy királynő három hónappal később feleségül ment, ami miatt Stuart Máriát is felelősnek tartották a férje elleni gyilkosság végrehajtásában.
- 1763 – A párizsi békével véget ér az angol-francia gyarmati háború, Franciaország elveszti észak-amerikai gyarmatait.
- 1923 – A Belgrádi Apostoli Nunciatúra – a Trianonban megkötött békeszerződés értelmében Szerb-Horvát-Szlovén Királysághoz csatolt – 62 csanádi egyházmegyei plébániát apostoli kormányzósággá nyilvánítja.
- 1945 – Megkezdődik a Budán rekedt német és magyar erők kitörési kísérlete.
- 1947 – Magyarország aláírja a párizsi békeszerződést, amely visszaállítja az ország trianoni határait.
- 1986 – Iráni csapatok elfoglalják az iraki Fao városát, és hídfőt létesítenek a félszigeten.
- 2006 – Fatmir Sejdiut választják Kosovo új elnökévé.
- 2024 – Novák Katalin, Magyarország köztársasági elnöke a bicskei gyermekotthon kényszerítésért elítélt volt igazgatóhelyettesének adott kegyelme miatt kirobbant botrány után bejelenti lemondását az államfői tisztségéről és később Varga Judit korábbi igazságügyi miniszter is bejelenti lemondását mind az országgyűlési mandátumáról, mind pedig a Fidesz európai parlamenti választási listavezetőjének szerepéről is.

### Tudományos és gazdasági események
- 1853 – Elkezdik építeni a Budai Várhegy alatt a Budai Váralagutat Clark Ádám tervei szerint. Ötletadója Széchenyi István volt.
- 1910 – A Magyarhoni Földtani Társulat Barlangkutató Bizottságának megalakulása.

### Kulturális események
- 1635 – a Francia Akadémia megalapítása.[1]

## Születések
- 1785 – Claude Louis Marie Henri Navier francia mérnök, fizikus († 1836)
- 1795 – Ary Scheffer francia festő († 1858)
- 1807 – Batthyány Lajos gróf, Magyarország első alkotmányos miniszterelnöke († 1849)
- 1810 – Barabás Miklós magyar festőművész, grafikus († 1898)
- 1874 – Ajkay Zoltán a honvéd orvosi tisztikar főnöke († 1957)
- 1888 – Giuseppe Ungaretti olasz költő és író († 1970)
- 1890 – Borisz Leonyidovics Paszternak Nobel-díjas orosz költő, író († 1960)
- 1893 – Bill Tilden amerikai teniszező († 1953)
- 1898 – Bertolt Brecht német író, rendező († 1956)
- 1902 – Walter Houser Brattain Nobel-díjas amerikai feltaláló, fizikus († 1987)
- 1903 – Franco Cortese olasz autóversenyző († 1986)
- 1903 – Matthias Sindelar osztrák labdarúgó († 1939)
- 1904 – Bitskey Zoltán úszó, edző († 1988)
- 1910 – Georges Pire Nobel-békedíjas belga Domonkos-rendi pap († 1969)
- 1912 – Mányai Lajos Jászai Mari-díjas magyar színművész, filmszínész († 1964)
- 1917 – Danny Kladis amerikai autóversenyző († 2009)
- 1919 – Bessenyei Ferenc magyar színművész, kétszeres Kossuth-díjas, érdemes és kiváló művész,  a nemzet színésze († 2004)
- 1919 – Eddie Johnson amerikai autóversenyző († 1974)
- 1919 – Komlós Juci Jászai Mari-díjas magyar színművésznő, a nemzet színésze († 2011)
- 1919 – Pogácsás György mezőgazdász, egyetemi tanár, politikus († 1977)
- 1921 – Versényi Ida Jászai Mari-díjas magyar színésznő, rendező, színészpedagógus, egyetemi tanár érdemes művész († 1992)
- 1922 – Göncz Árpád magyar író, műfordító, köztársasági elnök († 2015)
- 1923 – Theo Fitzau német autóversenyző († 1982)
- 1925 – Szirtes Ádám Kossuth- és Jászai Mari-díjas magyar színművész († 1989)
- 1928 – Lénárd Judit magyar színésznő, televíziós bemondó, műsorvezető († 1970)
- 1929 – Jerry Goldsmith amerikai karmester, zeneszerző († 2004)
- 1935 – Miroslav Blažević horvát labdarúgó, edző († 2023)
- 1937 – Roberta Flack többszörös Grammy-díjas amerikai énekesnő († 2025)
- 1940 – Brád András Munkácsy Mihály-díjas divattervező, iparművész (a Zalaegerszegi Ruhagyár divattervezője) († 1991)
- 1943 – Horváth László Jászai Mari-díjas magyar színész († 1988)
- 1943 – Kertész Péter Jászai Mari-díjas és Aase-díjas magyar színész
- 1944 – Mándoky Kongur István nyelvész, turkológus († 1992)
- 1946 – Jávori Ferenc Kossuth-díjas magyar zenész, zeneszerző
- 1947 – Sebő Ferenc Kossuth-díjas magyar énekes, zeneszerző, zenetudós, a nemzet művésze
- 1949 – Madarász Iván Kossuth-díjas magyar zeneszerző
- 1950 – Mark Spitz amerikai versenyúszó, olimpiai bajnok
- 1953 – Volli Kalm észt geológus, a Tartui Egyetem rektora († 2017)
- 1957 – Dóczy Péter magyar színész, rendező
- 1961 – Schlanger András magyar színész, rendező
- 1962 – Lisa Blunt Rochester amerikai politikus
- 1962 – Cliff Burton amerikai basszusgitáros († 1986)
- 1980 – Mike Ribeiro kanadai jégkorongozó
- 1981 – Palásthy Norbert magyar labdarúgó
- 1982 – Tom Schilling német színész
- 1983 – Bábel Klára zongora- és hárfaművész
- 1986 – Viktor Troicki szerb teniszező
- 1988 – Jade Ramsey angol színésznő
- 1990 – Bor Katalin magyar úszónő
- 1991 – Emma Roberts amerikai színésznő
- 1993 – Mia Khalifa pornószínésznő, modell
- 1997 – Chloë Grace Moretz amerikai színésznő
- 1999 – Holló Balázs magyar úszó

## Halálozások
- 1567 – Stuart Henrik címzetes skót király, I. (Stuart) Mária skót királynő második férje (* 1545)
- 1755 – Montesquieu francia író, filozófus, (* 1689)
- 1837 – Alekszandr Szergejevics Puskin orosz író, költő (* 1799)
- 1867 – Pákh Albert ügyvéd, az MTA levelező, valamint a Kisfaludy Társaság rendes tagja, a Vasárnapi Ujság alapítója (* 1823)
- 1868 – David Brewster skót fizikus (* 1781)
- 1879 – Honoré Daumier francia festőművész, szobrász, karikaturista, grafikus, litográfus (* 1808)
- 1901 – Max von Pettenkofer német természettudós, a kísérleti egészségtan megalapítója (* 1818)
- 1923 – Wilhelm Conrad Röntgen Nobel-díjas német fizikus (* 1845)
- 1925 – Aristide Bruant francia kabaré-énekes, színész, költő (* 1851)
- 1927 – Nagy Pál honvéd tábornok, hadosztályparancsnok, a Magyar Királyi Honvédség főparancsnoka (* 1864)
- 1939 – XI. Piusz pápa (* 1857)
- 1940 – Kenyeres Balázs igazságügyi orvos, hisztológus, az MTA tagja (* 1865)
- 1941 – Tragor Ignác jogász, takarékpénztári igazgató, helytörténeti író (* 1869)
- 1942 – Hazai Samu honvéd vezérezredes, honvédelmi miniszter (* 1851)
- 1957 – Zipernovszky Ferenc gépészmérnök, feltaláló, egyetemi tanár (* 1883)
- 1963 – Milotay István jobboldali politikus, (* 1883)
- 1965 – Váczy József magyar kisgazda politikus, országgyűlési képviselő (* 1896)
- 1966 – Szabó Ernő magyar színész, rendező, érdemes és kiváló művész (* 1900)
- 1974 – Kölcsey István magyar földbirtokos, jogász, országgyűlési képviselő (* 1893)
- 1979 – Edvard Kardelj, szlovén származású jugoszláv kommunista politikus, a munkásönigazgatás teoretikusa, Tito legközelebbi munkatársa (* 1910)
- 1986 – Novák József tanár, régész, múzeumigazgató (* 1910)
- 1987 – Andy Linden amerikai autóversenyző (* 1922)
- 1987 – Robert O’Brien amerikai autóversenyző (* 1908)
- 1994 – Simonyi Imre magyar költő, újságíró, szerkesztő (* 1920)
- 2005 – Arthur Miller amerikai író, drámaíró (* 1915)
- 2008 – Roy Scheider amerikai színész (* 1932)
- 2010 – Charles Nesbitt Wilson amerikai politikus (* 1933)
- 2013 – Rapcsányi László Kazinczy-díjas magyar újságíró, televíziós szerkesztő (* 1925)
- 2014 – Shirley Temple amerikai színésznő, énekesnő, táncosnő (* 1928)
- 2015 – Izsóf Vilmos magyar színész (* 1939)
- 2023 – Carlos Saura spanyol filmrendező, fényképész (* 1932)

## Ünnepek, emléknapok, világnapok
- Szent Skolasztika ünnepe a katolikus egyházban
- Málta: Szent Pál hajótörésének emlékünnepe (Szent Pál Málta védőszentje)
- Olaszországban 1954 óta az emlékezés napja („Foibék napja”). A titoista szlovén halálbrigádok által 1945 májusa és júniusa között lemészárolt mintegy 15 000 olasz polgár emléknapja, akiknek holttestét gyilkosaik a Karszt-hegység (Carso) mély szakadékaiba, az úgynevezett foibékba rejtették. Maradványaikat 1954-ben találták meg, amikor Triesztet és környékét Jugoszláviától ismét  visszacsatolták Olaszországhoz.